# 五宮神社
五宮神社（ごのみやじんじゃ）は兵庫県神戸市兵庫区五宮町に鎮座する神社。生田裔神八社の一社。

## 歴史
出雲国能義郡天穂日神社よりこの地に勧請され、神功皇后が、三韓へ行かれた帰りに巡拝された一社とされる。古来より奥平野の産土神。
江戸時代には寺社改めの時に、生田神社からは裔神八社の一つとして届け出ている。
明和の書上には氏神五ノ宮（幕府領の）境内二十八間に十二間、拝殿三間に二間、山神地神の小祠ありとある。
奥平野には、生田神社奉斎の時に祭主を命じられた海上五十狭茅の家と伝えられる名家があり、明治4年（1872年）湊川神社の創建で、兵庫県より湊川神社氏子に指定された時も、生田神社との深い関係を嘆願して、旧来通りとなった。

## 祭神
天穂日命

## 境内社
- 猿田彦社
- 岩松稲荷社

## 周辺札所
- 祥福寺(福原西国18番札所) - 神社のすぐそばにある。

## 交通アクセス
- 神戸市営地下鉄山手線「大倉山駅」下車、徒歩15分